# Empecta densevestita
Empecta densevestita är en skalbaggsart som beskrevs av Leon Fairmaire 1903. Empecta densevestita ingår i släktet Empecta och familjen Melolonthidae. Inga underarter finns listade i Catalogue of Life.